# باشگاه فوتبال الاهلی بنغازی
باشگاه فوتبال الاهلی بنغازی (انگلیسی: Al-Ahly SC) یک باشگاه فوتبال در شهر بنغازی، لیبی است.
این باشگاه که در سال ۱۹۴۷ تأسیس شده سابقه ۴ قهرمانی در لیگ برتر فوتبال لیبی و ۳ قهرمانی در جام حذفی فوتبال لیبی را در کارنامه دارد.